# Friedrich Cloß

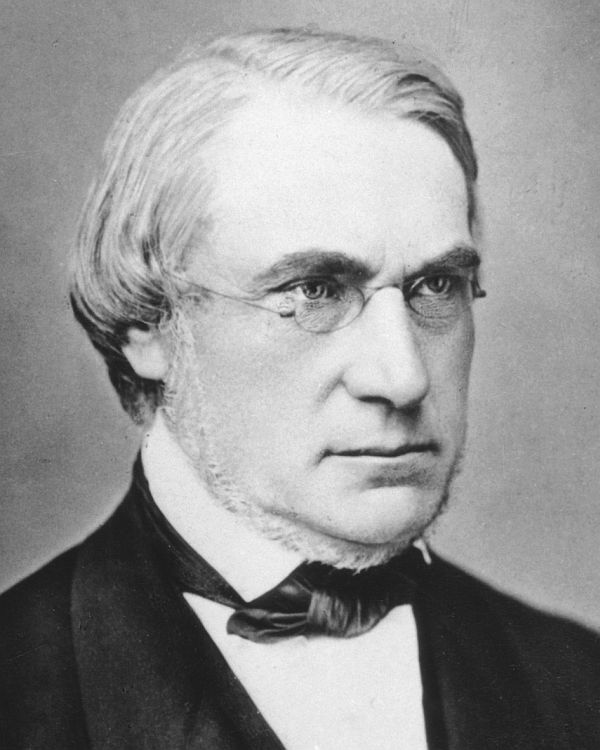
Friedrich Cloß

Johann Friedrich Cloß (* 23. August 1813 in Winnenden; † 7. Oktober 1877 in Heilbronn) war Kaufmann im Bereich des Nahrungsmittel- und Kolonialwarenhandels sowie Fabrikant und Großindustrieller im Bereich der Nährungsmittelproduktion. Er leistete einen „Beitrag, Heilbronn zu einem wichtigen Zentrum der Nahrungsmittelproduktion in Deutschland zu machen“.
Er war Chef des bedeutenden Heilbronner Unternehmens von Ferdinand Hauber (ab 1863), dessen Waren in Württemberg, Baden, Bayern und in der Schweiz abgesetzt wurden. Weiter war er Mitglied des Verwaltungsrats der Heilbronner Zuckerfabrik AG und der Maschinenbau-Gesellschaft Heilbronn AG (1853/1857). Cloß zählte zu den Mitgründern der Zuckerfabrik Böblingen AG (1861), die er in das Heilbronner Wirtschaftsleben eingliederte.

## Familie
Er wurde als eines von fünf Kindern des Johann Friedrich Cloß geboren, der in Winnenden ein Handelsgeschäft mit Spezereien sowie Eisen- und Ellenwaren führte. Sein beträchtliche Vermögen (der Nachlass betrug 152.000 Gulden) erwarb J. F. Cloß senior († 1856) durch Geldverleih. J. F. Cloß senior hatte am Ende 1083 Schuldner in Winnenden und Umgebung. Friedrich veranlasste seine Geschwister Wilhelmine (das gescheite Minele), Christiane (das schöne Nanele), Wilhelm und August nach Heilbronn zu kommen. Der jüngste, August, erwarb 1855 die Zichorienfabrik von Carl Heinrich Theodor Knorr und führte diese als Aug. Fr. Closs Chichorien-Caffee-Fabrik bis 1878 weiter. Eine andere Schwester war Johanna, die Mutter des späteren Heilbronner Oberbürgermeisters Paul Hegelmaier. Friedrich Cloß war seit 1849 mit Emma, geb. Knorr, verheiratet. Sie hatten zusammen fünf Kinder. Der Grabstein der Familie Cloß befindet sich auf dem Alten Friedhof in Heilbronn.

## Kaufmann und Unternehmer

### Firma Hauber
1841 wurde Cloß Teilhaber des Unternehmens Ferdinand Hauber mit einem Betrag von 10.000 Gulden. Nachdem 1841/42 die Öl- und Farbholzmühle vor dem Sülmer Tor abgebrannt war und verkauft wurde, erwarben Hauber und Cloß die wesentlich größere Köbersche Ölmühle an der nordwestlichen Seite der Neckarinsel Hefenweiler. 1843 erweiterten Hauber und Cloß ihr Unternehmen um den Produktionsbereich Wollspinnerei mit Spinnmaschinen. Ab 1863 wurde Cloß „Chef“ der Firma Hauber. Das Heilbronner Unternehmen von Ferdinand Hauber war bedeutend, Cloß spielte eine wichtige Rolle im Nahrungsmittel- und Kolonialwarenhandel und leistete einen Beitrag, Heilbronn zu einem wichtigen Zentrum der Nahrungsmittelproduktion in Deutschland zu machen:

„Vom Betriebskapital aus gesehen war die Firma Hauber nun nach der Firma Goppelt das zweitgrößte Handelshaus in Heilbronn … Die Handelswaren und die Erzeugnisse der Firma Hauber wurden in Württemberg, Baden, Bayern und in der Schweiz abgesetzt … 1859 lag sie nach der Gewerbesteuer an sechster Stelle aller Gewerbetreibenden im Oberamt Heilbronn und bezogen auf den Kolonialwarenhandel nach F. A. Schmidt an zweiter Stelle vor der Firma Goppelt … Friedrich Cloß war somit Kaufmann im Bereich des Nahrungsmittel- und Kolonialwarenhandels und mit der Ölmühle Fabrikant im Bereich der Nährungsmittelproduktion. Er leistete einen Beitrag, Heilbronn zu einem wichtigen Zentrum der Nahrungsmittelproduktion in Deutschland zu machen … “

### Böblinger Zuckerfabrik
Die Böblinger Zuckerfabrik war 1856 von Stuttgarter Bankiers und Kaufleuten gegründet worden und später in Konkurs gegangen. Während des Konkursverfahrens beschloss der Verwaltungsrat der Heilbronner Zuckerfabrik, den Betrieb zu übernehmen. Nach einem Versteigerungstermin im September 1861 wies das Gantgericht das Unternehmen den Heilbronner Kaufleuten Friedrich Cloß und Carl Reibel und dem Heilbronner Zuckerfabrikdirektor Andreas Faißt zu. Diese bildeten am 11. Oktober 1861 die Zuckerfabrik Böblingen AG, wobei die Aktionäre aus Heilbronn mehr als 2/3 der Stimmen am Kapital einnahmen. Friedrich Cloß wurde Vorstand des Verwaltungsrates; Mitglied des Verwaltungsrates war u. a. auch der Bankier Richard Rümelin. Der in Böblingen erzeugte Zucker wurde von Heilbronner Handelshäusern vertrieben. Mit der Übernahme der Böblinger Fabrik stiegen die Heilbronner Großhandelskaufleute noch stärker vom Handel mit Kolonialzucker auf die Herstellung und den Vertrieb mit einheimischen Zucker um. Cloß brachte die Firma zum Aufschwung. Die Aktienkurse stiegen, und die Aktionäre erhielten eine immer höhere Dividende, die zwischen 5 und 15 Prozent jährlich lag. Der gute Betrieb der Böblinger Fabrik zeigte sich darin, dass sie in den Jahren 1869 bis 1877 von den fünf württembergischen Zuckerfabriken die geringste Rübenmenge zur Produktion eines Zentners Rohzucker brauchte. Die kaufmännische Leitung mit den Gütern sowie der Sitz des Verwaltungsrates befanden sich in Heilbronn. Die Generalversammlung wurden zudem immer in Heilbronn abgehalten. Der Sitz der meisten Aktionäre und die Besetzung des Verwaltungsrats belegten, dass die Böblinger Zuckerfabrik nun Teil des Heilbronner Wirtschaftslebens geworden war. Nach einem Bericht der württembergischen Handelskammer war die Zuckerfabrik aus Böblingen nun „als der Heilbronner Industrie angehörig zu erwähnen“.

„Cloß war der entscheidende Mann bei der Übernahme des Böblinger Betriebs und bis zu seinem Tod der eigentliche Leiter des Unternehmens - er ‚habe die meisten Aktien gezeichnet‘… Friedrich Cloß gelang es in kurzer Zeit, die in Misskredit geratene Zuckerfabrik zum Aufschwung zu bringen … Aus den Beschäftigungszahlen der Böblinger Zuckerfabrik ergibt sich, dass er den Schritt zum Großindustriellen getan hatte.“

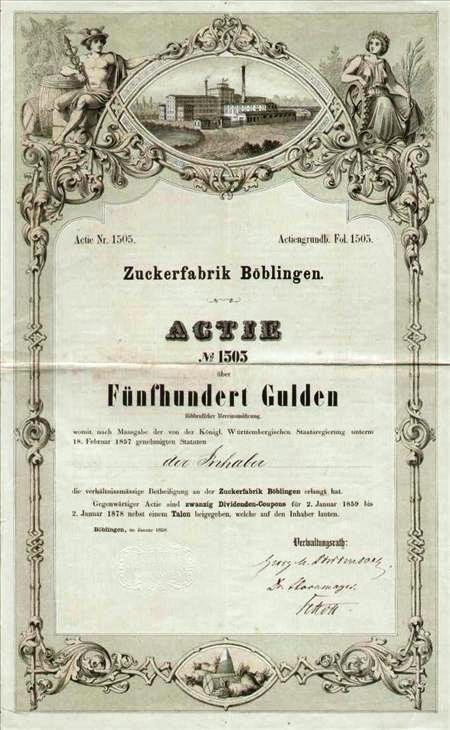
Zuckerfabrik Böblingen, Aktie
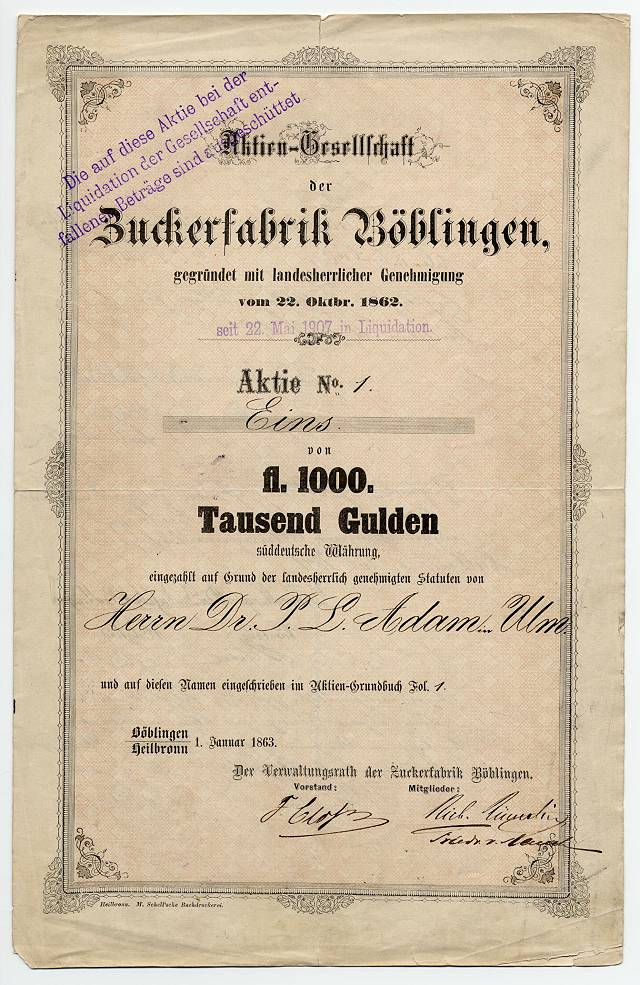
Zuckerfabrik Böblingen, Aktie vom 22. Oktober 1862 eingetragen auf Herrn Dr. P. L. Adam, Bankier in Ulm, Originalunterschriften des Zuckerfabrikanten und Vorstandes Friedrich Cloß, als Mitglied zeichnete u. a. Bankier Richard Rümelin
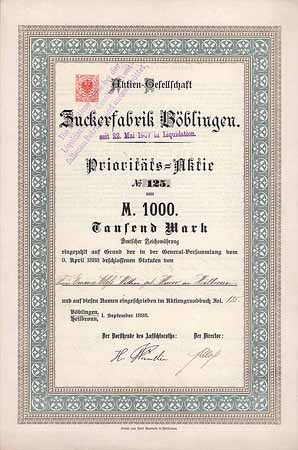
Zuckerfabrik Böblingen, Aktie vom 1. Januar 1863, ausgestellt auf Frau Emma Cloß geb. Knorr in Heilbronn, Ehefrau von Friedrich Cloß. Originalunterschrift des Fabrikdirektors Friedrich Cloß

## Wohnhaus

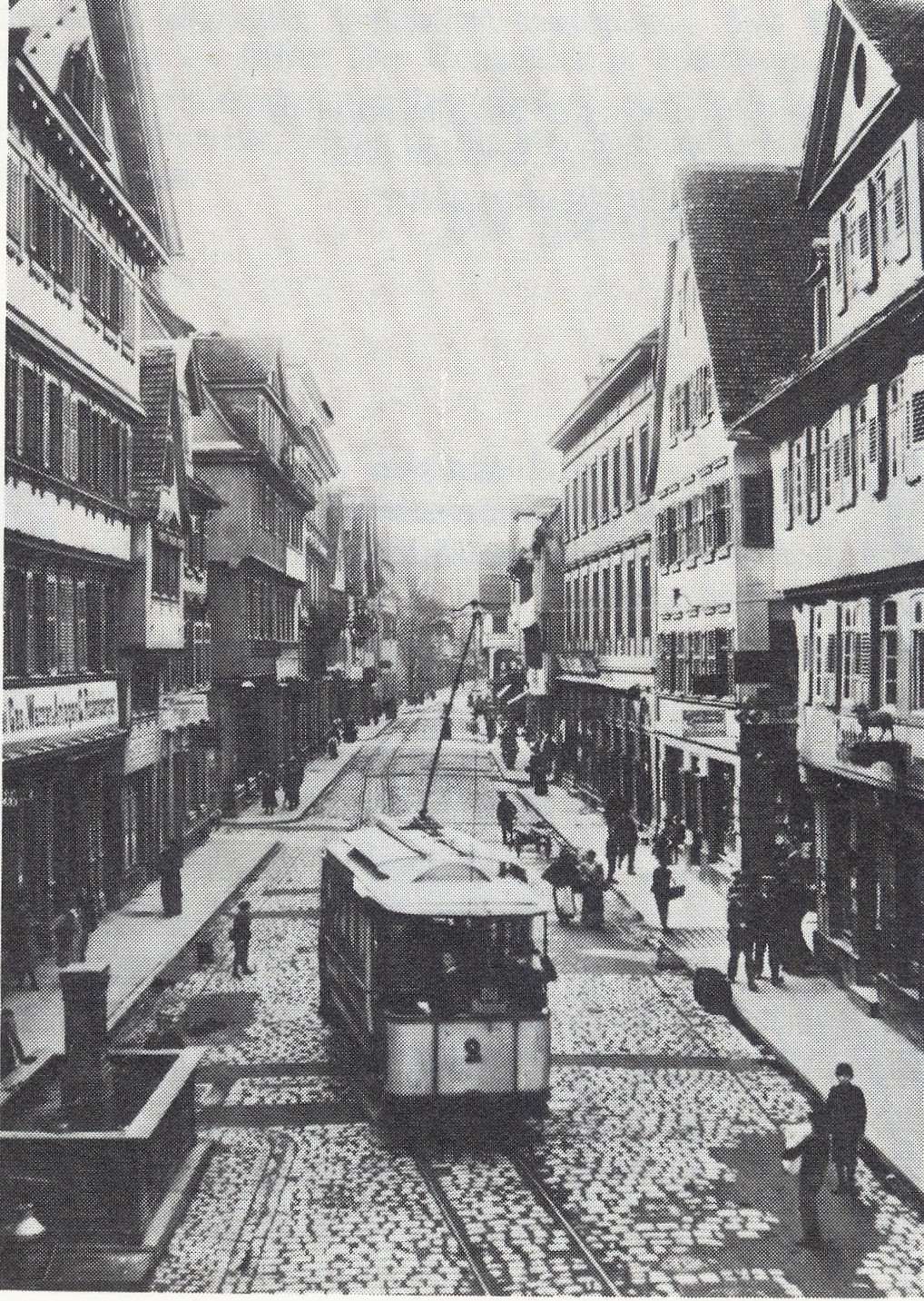
Blick in die Sülmerstraße nach 1897. Links: Das große Haus gehörte Ferdinand Hauber und danach Friedrich Cloß. Im Erdgeschoss befand sich das Kontor der Kolonialwarenhandlung Hauber und der Zuckerfabrik Böblingen.

Friedrich Cloß wohnte wohl ab 1839 und auch nach der Heirat mit Emma Knorr in dem Ferdinand Hauber gehörenden Haus Sülmerstraße 62. Nachdem Hauber im Jahre 1863 verstorben war, erbte Cloß das Haus. Im Keller unter seinem Haus in der Sülmerstraße konnte er über 22.000 Liter Wein lagern. Mit einem seiner Weine erhielt er 1862 bei der Weltausstellung in London eine Preismedaille.